# Suka Bulan
Suka Bulan is een bestuurslaag in het regentschap Seluma van de provincie Bengkulu, Indonesië. Suka Bulan telt 790 inwoners (volkstelling 2010).